# André Taurel
André Symphorien Barreau Taurel (Amsterdam, 26 juni 1833 – Leiden, 16 oktober 1866) was een Nederlands schilder, tekenaar en lithograaf.

## Leven en werk
André Taurel werd geboren in Amsterdam als een zoon van de schilder André Benoist Barreau Taurel en Henriette Ursule Claire Thévenin. Het gezin was in 1828 vanuit Frankrijk in Nederland komen wonen na de benoeming van vader Benoit tot directeur van de graveerschool van de Koninklijke Academie. André schilderde en tekende vooral landschappen en werd tekenmeester in Haarlem. Hij nam deel aan diverse tentoonstellingen van Levende Meesters. Ook zijn broers Edouard en Augustin Taurel kozen voor een carrière in de kunst.